# Temporada 1981-1982 del Liceu
La temporada 1981-1982 va tenir un petit cicle donizettià amb Anna Bolena, Lucia di Lammermoor, La favorita i L'elisir d'amore, una darrera l'altra.
| Temporada 1981-1982 del Liceu |                        |                                    |                     | |                   |                      |
| Òpera                         | Compositor             | Director musical                   | Director d'escena   | Papers principals | Producció         | Dates                |
| Lohengrin                     | Richard Wagner         | Georg Alexander Albrecht           | Uwe Drechsel        | Jeannine Altmeyer, Peter Hoffmann, Maria Slatinaru, Danica Mastilović                                                                                     | Òpera de Hannover | 19 al 25 de novembre |
| Il barbiere di Siviglia       | Gioacchino Rossini     | Gianfranco Masini                  | Fausto Cosentino    | Barbara Carter, Vicenç Sardinero/Piero Cappuccilli, Karin Ott, Cesare Siepi, Ernesto Palacio, Enzo Dara, Jesús Castillón, Rosa Maria Ysàs, Miguel Landino |                   | desembre             |
| Ernani                        | Giuseppe Verdi         | Anton Guadagno                     | Giuseppe de Tomasi  | Olivia Stapp, Joan Pons/Piero Cappuccilli |                   | desembre             |
| Adriana Lecouvreur            | Francesco Cilea        | Eugeni M. Marco                    |                     | Montserrat Caballé, Fiorenza Cossotto, Josep Carreras |                   |                      |
| Anna Bolena                   | Gaetano Donizetti      | Eugenio M. Marco                   | Margherita Wallmann | Montserrat Caballé/Françoise Garner, Luis Lima, Jane Berbié, Enric Serra, Alicia Nafé, Cesare Siepi                                                       |                   |                      |
| Lucia di Lammermoor           | Gaetano Donizetti      | Elio Boncompagni/Gianfranco Rivoli |                     | Cristina Deutekom/Patricia Wise, Alfredo Kraus/Josep Carreras, Norman Philips/Matteo Manuguerra, Roberto Nalerio-Frachia/Mario Rinaudo                    |                   |                      |
| La favorita                   | Gaetano Donizetti      | Armando Gatto                      | Giuseppe De Tomasi  | Alfredo Kraus, Claudia Parada, Vicenç Sardinero, Patricia Wise, María Uriz                                                                                |                   | 25, 28 i 31 de gener |
| L'elisir d'amore              | Gaetano Donizetti      |                                    |                     | Carlo Bergonzi/Josep Carreras, Roseta Pizzo, Nelson Portela                                                                                               |                   |                      |
| Tosca                         | Giacomo Puccini        |                                    |                     | Natalia Troitskaya, Nunzio Todisco/Veriano Lucchetti, Joan Pons                                                                                           |                   |                      |
| Salomé                        | Richard Strauss        | Charles Vanderzand                 |                     | Roberta Knie, Márta Szirmai, Karl-Walter Böhm, James Jonhson, Wilfried Gahmlich, Rosa Maria Ysàs, Cecília Fondevila                                       |                   | febrer-març          |
| Madama Butterfly              | Giacomo Puccini        | Gianfranco Rivoli                  | Fausto Cosentino    | Yasuko Hayashi, Hiroko Saito, Cecília Fondevila, Piero Visconti, Vicenç Sardinero, Piero De Palma, Vicenç Esteve, José Luis Barrera, Vicenç Esteve        |                   | 6, 9, 11, 14 març    |
| I Pagliacci                   | Ruggero Leoncavallo    | Eugeni M. Marco                    |                     | Joan Pons, Christine Weindinger, Nunzio Todisco, Enric Serra, Josep Ruiz                                                                                  |                   |                      |
| Il Tabarro                    | Giacomo Puccini        | Eugeni M. Marco                    |                     | Pedro Lavirgen, Radmila Bakočević, Giuseppe Taddei |                   |                      |
| Giulio Cesare                 | Georg Friedrich Händel |                                    |                     | Montserrat Caballé, Justino Díaz, Patricia Payne |                   | juny                 |
| Don Carlo                     | Giuseppe Verdi         |                                    |                     | Montserrat Caballé, Ielena Obratzsova, Josep Carreras, Nicolai Ghiaurov, Piero Cappuccilli                                                                |                   | juny                 |
| La traviata                   | Giuseppe Verdi         | Edoardo Müller                     | Karlheinz Drobesch  | Catherine Malfitano, Veriano Luchetti, Joan Pons |                   |                      |